# Bannbruch
Der Bannbruch ist ein Steuerdelikt, das den Verstoß gegen ein Verbot des Verbringens von Waren über die Grenze sanktioniert.

## Deutschland
Der Bannbruch geht auf die Kontrebande nach § 134 des Vereinszollgesetzes von 1869 zurück. Bei dessen Ablösung durch das Zollgesetz im Jahr 1939 kam der Bannbruch als § 401a in die Reichsabgabenordnung. 1968 erhielt er in § 396 RAO die heutige Subsidiaritätsklausel, und 1977 wurde er zu § 372 AO.
„Bannbruch begeht, wer Gegenstände entgegen einem Verbot einführt, ausführt oder durchführt“ (§ 372 Abs. 1 AO). Der Bannbruch ist ein Blankett-Tatbestand, der ein andernorts statuiertes Verbot der Ein-, Aus- oder Durchfuhr voraussetzt, z. B. im Strafgesetzbuch (Staatsschutzdelikte, §§ 86, 86a, 87 StGB; Straftaten gegen die öffentliche Ordnung, §§ 130, 131 StGB; Verbreitung pornographischer Inhalte, §§ 184, 184a, 184b StGB; Ausweisfälschungen, §§ 275, 276 StGB; Umweltstraftaten, §§ 326, 328 StGB) oder in anderen Gesetzen (AWG, KrWaffKontrG, WaffG, SprengG, AMG, BtMG, GÜG, BNatSchG, MarkenG, KGSG usw.).
Für Strafrahmen und Versuchsstrafbarkeit verweist Absatz 2 auf die Steuerhinterziehung (§ 370 AO, Freiheitsstrafe bis zu fünf Jahren oder Geldstrafe); der Täter wird aber nur dann wegen Bannbruchs bestraft, wenn die Tat nicht in anderen Vorschriften als Zuwiderhandlung gegen ein Einfuhr-, Ausfuhr- oder Durchfuhrverbot mit Strafe oder mit Geldbuße bedroht ist. Aufgrund dieser Subsidiaritätsklausel in Absatz 2 sind Bestrafungen wegen Bannbruchs selten.
Beispiel: Verbringen oder Mitnahme von Wechselmagazinen unter Verstoß gegen § 2 Abs. 3 und Anlage 2 Abschnitt 1 Nr. 1.2.4.3 bis 1.2.4.5 WaffG, da von den §§ 51 bis 53 WaffG nicht erfasst.
Gleichwohl ist der Bannbruch nicht unbedeutend. Da jeder strafbewehrte Verstoß gegen ein Verbringungsverbot unabhängig von der Subsidiaritätsklausel Bannbruch und somit eine Steuerstraftat darstellt (§ 369 AO), liegt seine prozessuale Bedeutung darin, die Zuständigkeit der Zollverwaltung (Hauptzollamt § 386 AO, Zollfahndung § 208 AO) und der Wirtschaftsstrafkammer (§ 74c GVG) zu begründen. Materiellrechtlich bildet er den Anknüpfungspunkt für den Qualifikationstatbestand des Schmuggels und für die Steuerhehlerei, und zwar selbst dann, wenn der zugrundeliegende Verstoß an sich nur bußgeldbewehrt ist.
Die Selbstanzeige nach § 371 AO hat nach einem begangenen Bannbruch keine strafbefreiende Wirkung.

## Österreich
In Österreich fand sich der Bannbruch (Schmuggel verbotener Waren, im Gegensatz zu Zollschmuggel = Schmuggel zollpflichtiger Waren; zuvor „Schleichhandel“, siehe Gefällsstrafrecht) in § 100 des Zollgesetzes von 1920. 1939 wurde diese Vorschrift durch den Bannbruch in § 401a der Reichsabgabenordnung abgelöst, 1956 durch die Strafbestimmungen des Außenhandelsgesetzes.

## Schweiz
In das schweizerische Recht fand der Bannbruch (franz. Trafic prohibé, ital. Infrazione dei divieti) 1926 Eingang. Seit 1975 handelt es sich um eine Zollwiderhandlung (Übertretung nach VStrR), und seit 2007 ist der Bannbruch in Art. 120 des Zollgesetzes vom 18. März 2005 kodifiziert:
„Mit Busse bis zum Fünffachen des Warenwerts wird bestraft, wer vorsätzlich oder fahrlässig:
a. ein Verbot oder eine Beschränkung des Verbringens ins Zollgebiet oder der Ein-, Aus- oder Durchfuhr [...] verletzt oder den Vollzug des Verbots oder der Beschränkung gefährdet; oder
b. […] zu Unrecht eine Bewilligung erwirkt.“
Der Begriff des Verbringens bezieht sich dabei auf den Transport als Realakt, Ein-/Aus-/Durchfuhr auf den zollrechtlichen Aspekt.